# Nouveau Parti socialiste (Saint-Marin)
Pour les articles homonymes, voir Nouveau Parti socialiste.
Le Nouveau Parti socialiste (Nuovo Partito socialista, NPS) est un parti politique social-démocrate de Saint-Marin, issu d'une scission du Parti socialiste saint-marinais en 2005. Les animateurs du futur NPS refusaient la fusion de leur parti avec le Parti des démocrates, d'origine communiste, pour former le Parti des socialistes et des démocrates.
À l'instar de son homologue italien, le Nouveau PSI, le NPS a choisi de rompre avec la gauche et de s'allier au Parti démocrate-chrétien saint-marinais.
Dans ce cadre, il a obtenu 5,42 % des voix et 3 sièges sur 60 lors des élections générales de 2006. En 2008, il crée la Liste de la liberté avec le parti Nous Saint-Marinais. Cette liste commune joint la coalition Pacte pour Saint-Marin, menée par le Parti démocrate-chrétien. Cette coalition remporte les élections, avec 54,22% des voix et 35 sièges. La Liste de la liberté obtient 6,28% et 4 sièges, et entre au gouvernement.
En 2012, le parti fusionne avec le Parti socialiste réformiste saint-marinais pour fonder le Parti socialiste.